# Дева Мария на непрестанната помощ
Храмът „Дева Мария на непрестанната помощ“ (на албански: Katedralja Katolike e Zojës Ndihmëtare, на сръбски: Катедрала Госпе од Непрестане Помоћи) е римокатолическа катедрала в Призрен, Косово, седалище на албанската римокатолическа епархия Призрен – Прищина. Намира се в югозападната част на Призрен, в близост до стария пазар.

## История
Построяването на катедралата в Призрен е поръчано през 1870 г. от Дарио Бучарели, архиепископ на Скопие. Часовниковата кула с камбанарията е добавена впоследствие от Томас Гласнович, хърватски монах и архитект.
В свода на средния кораб има стенописи, изпълнени в техниката алсеко, които изобразяват мотиви от историята на Призрен. Образът на Дева Мария в частта до олтара показва гражданите на Призрен, облечени в традиционни носии от XIX в. Над терасата има два стенописа, изобразяващи бореца срещу османските нашественици и ислямизацията Скендербег и трансилванския войвода Янош Хуняди. Авторът на тези стенописи от 1878 г. е австрийският художник Симковис.
До 1970 г. катедралата запазва оригиналния си вид. През 1990 г. са извършени реновации по случай стогодишното съществуване на храма, при което стените, колоните и подовете са облицовани с мрамор, стълбите и балконът са подсилени със стоманобетон, а на входа е монтирана метална ограда и стълбище. Комплексът на катедралата включва и други сгради като религиозно католическо училище, дом за свещеници, дом за монахини, седалището на епархията и други жилищни и търговски сгради. По време на строителните работи вътре в катедралата са открити следи от стара църква с гробище, датиращо от XI или XII век.